# Giorgia Collomb
Giorgia Collomb (17 ottobre 2006) è una sciatrice alpina italiana.

## Biografia
Specialista delle prove tecniche originaria di La Thuile e attiva nelle gare FIS dal novembre del 2022, Giorgia Collomb ha esordito in Coppa Europa il 16 dicembre dello stesso anno in Valle Aurina in slalom speciale (31ª), in Coppa del Mondo il 26 ottobre 2024 a Sölden in slalom gigante, senza qualificarsi per la seconda manche, e ai Campionati mondiali a Saalbach-Hinterglemm 2025, dove ha vinto la medaglia d'oro nella gara a squadre (assieme ad Alex Vinatzer, Filippo Della Vite e Lara Della Mea) e si è classificata 21ª nello slalom speciale; ai successivi Mondiali juniores di Tarvisio 2025 ha conqusitato la medaglia d'oro nello slalom gigante. Non ha preso parte a rassegne olimpiche.

## Palmarès

### Mondiali
- 1 medaglia:
  - 1 oro (gara a squadre a Saalbach-Hinterglemm 2025)

### Mondiali juniores
- 1 medaglia: 
  - 1 oro (slalom gigante a Tarvisio 2025)

### Giochi olimpici giovanili
- 3 medaglie:
  - 1 oro (slalom gigante nel 2024)
  - 1 argento (supercombinata nel 2024)
  - 1 bronzo (slalom speciale nel 2024)

### Coppa del Mondo
- Miglior piazzamento in classifica generale: 78ª nel 2025

### Coppa Europa
- Miglior piazzamento in classifica generale: 67ª nel 2024

### South American Cup
- Miglior piazzamento in classifica generale: 48ª nel 2025
- 1 podio:
  - 1 terzo posto

### Campionati italiani
- 2 medaglie:
  - 1 argento (slalom gigante nel 2024)
  - 1 bronzo (combinata nel 2023)